# Lucien Boedt
Lucien Joseph Boedt (né le 10 janvier 1791 à Warneton et mort le 23 juin 1856 à Ypres) est un notaire public belge, député et maire de Vlamertinge.

## Biographie
Boedt est le fils de Joseph Boedt et Henriette Lefèbvre. Il a épousé Isabelle Lucien.
Il était notaire à Vlamertinge (1820-1832) et à Ypres (1832-1856). Il était trésorier puis secrétaire de la Chambre des notaires du district d'Ypres.
Il a également été maire de Vlamertinge (1820-1836) et conseiller municipal d'Ypres (1839-1856).
En juin 1848, il fut élu représentant libéral pour le district d'Ypres et résida en juin 1850.

## Sources
- R. Duflou, Geschiedenis van Vlamertinge, Langemark, Vonksteen, 1956.
- Jean-Luc De Paepe, Christiane Raindorf-Gérard, Le parlement belge, 1831-1894. Données biographiques, Bruxelles, 1996.